# SZD-59 Acro
SZD-59 Acro – polski, jednomiejscowy szybowiec wyczynowy i akrobacyjny, opracowany w Przedsiębiorstwie Doświadczalno-Produkcyjnym Szybownictwa PZL Bielsko (PDPSz PZL-Bielsko) w Bielsku-Białej. 

## Historia

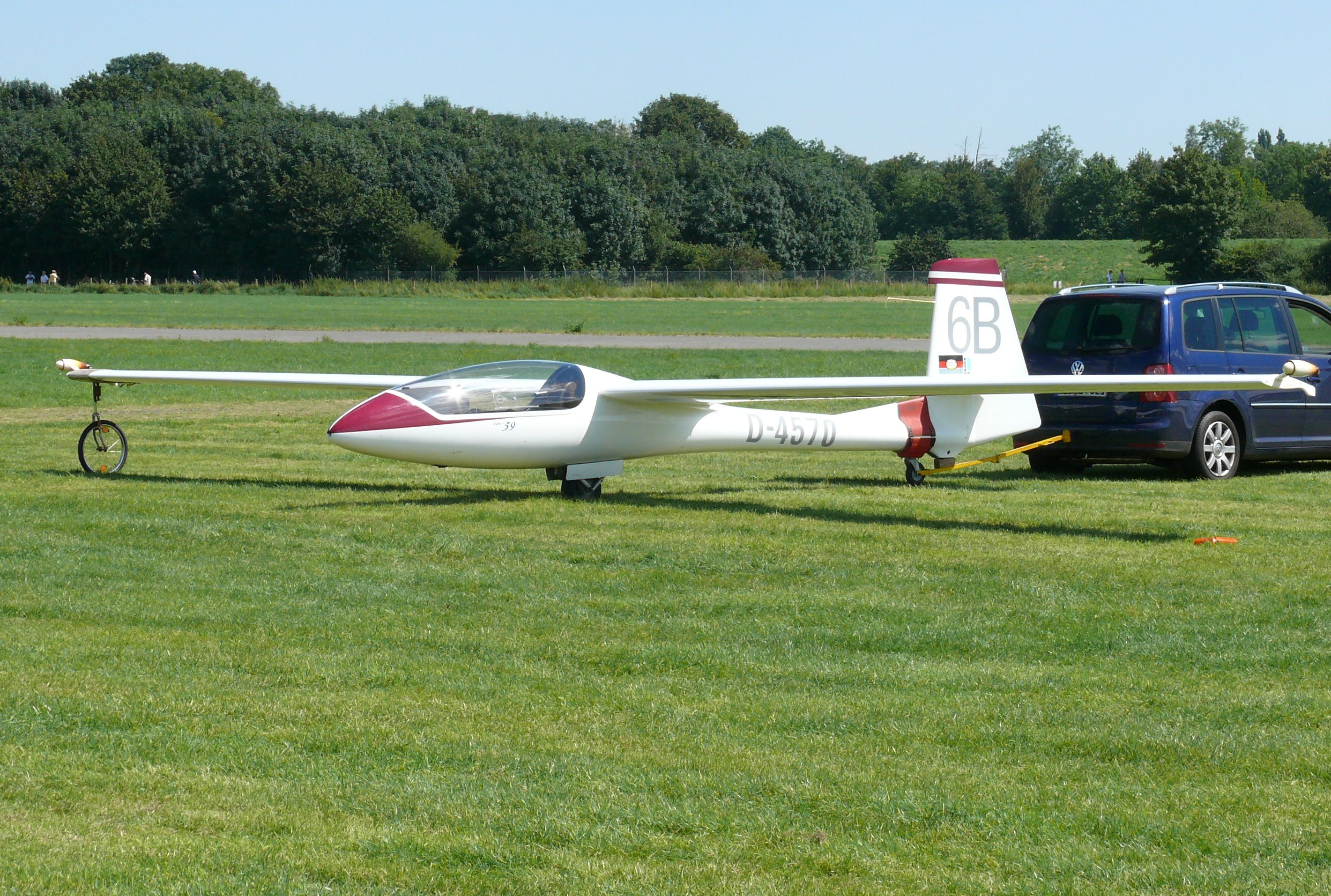
Prototyp SZD 59 w konfiguracji 13,2 m

Szybowiec został skonstruowany w latach 1990-1991 pod kierownictwem Jana Knapika jako rozwinięcie Jantara Standard 3. Nieznacznie przebudowano kadłub i zmodyfikowano skrzydło poprzez dodanie możliwości zmianę jego rozpiętości poprzez dodanie końcówek, zarówno gładkich jak i z wingletami. Z szybowca SZD-42-2 zaadaptowano usterzenie krzyżowe, ster kierunku otrzymał rogowe wyważenie aerodynamiczne. Szybowiec otrzymał też nowe dłuższe dwudzielne lotki. Przystosowano szybowiec do zabierania 150 l balastu wodnego. Ponadto przeniesiono w dół usterzenie wysokości i na kadłubie została dodana "płetwa" ułatwiająca pilotaż podczas akrobacji. Dzięki tym zmianom powstała konstrukcja będąca połączeniem szybowca zdolnego do pełnej akrobacji oraz szybowca wyczynowego klasy standard.
Zbudowano dwa prototyp, o numerach fabrycznych X-149 i X-150 (SP-0032), pierwszy z nich został oblatany w dn. 9.08.1991 r. Drugi prototyp o znakach rejestracyjnych SP-P570 został oblatany 29 sierpnia 1992 r. przez Januarego Romana. Oba prototypy zostały zaprezentowane podczas 4 Mistrzostw świata w akrobacji szybowcowej w Zielonej Górze w 1991 r.
Szybowiec jest dopuszczony do pełnej akrobacji +7/-5 g (przy rozpiętości 15 m - +5,3/-2,65). Szybowiec jest certyfikowany według wymagań JAR 22. 
Produkcję rozpoczęto w Zakładach Szybowcowych we Wrocławiu, gdzie do 1999 r. zbudowano 24 egzemplarze. Od 2003 r. produkcja jest kontynuowana w firmie Allstar PZL Glider z Bielska-Białej, gdzie do 2012 r. zbudowano dalsze 13 egzemplarzy. 
W 2008 roku Wolfgang Kasper w mistrzostwach Niemiec zajął na Acro czwarte miejsce. Marvin Woltering na szybowcu SZD-59 zajmował wysokie lokaty na Mistrzostwach Świata w Akrobacji Szybowcowej - 6 Mistrzostwa, miejsce szóste, 7 Mistrzostwa, miejsce siódme.

## Konstrukcja
Górnopłat o konstrukcji kompozytowej.
Skrzydło kompozytowe, szklano-epoksydowe, o obrysie trapezowym, jednodźwigarowe, skorupowe z pokryciem przekładkowym. Wyposażone w hamulce aerodynamiczne typu Schempp-Hirth. Istnieje możliwość zdjęcia końcówek skrzydeł, tzw. wingletów (do lotów na akrobację) i tym samym zmiana rozpiętości skrzydeł z 15 m na 13,2 m.
Kadłub skorupowy, kompozytowy, szklano-epoksydowy, wykonany integralnie ze statecznikiem pionowym. Kabina zakryta, pedały i oparcie siedzenia pilota regulowane w locie. Limuzyna podnoszona w przód i do góry.
Usterzenie krzyżowe o konstrukcji kompozytowej, wyważone masowo.
Podwozie jednotorowe, główne chowane w locie, stałe kółko ogonowe.